# ジェームズ・ナジ
ジェームズ・ナジ（James Nnaji, 2004年8月14日 - ）は、ナイジェリアのベヌエ州マクルディ出身のプロバスケットボール選手。リーガACBのFCバルセロナに所属している。ポジションはセンター。

## 経歴

### 生い立ち
ナイジェリアで生まれ育つ。2018年にハンガリーへ移住し、バスケットボールアカデミーで指導を受けた。

### FCバルセロナ
2019年にハンガリーのプロリーグのペーチVSKと契約し、プロデビューした。
2020年にリーガACBのFCバルセロナのBチームと契約した。
2021年にはバルセロナのAチームに昇格した。
2022-23シーズン終了後、2023年のNBAドラフトにエントリーした。
2023年のNBAドラフトでは全体31位でデトロイト・ピストンズから指名され、その後トレードで交渉権がシャーロット・ホーネッツへ移動した。ドラフト後のサマーリーグには参加したが、2023-24シーズンはホーネッツと契約せず、バルセロナに残留することが決まった。